# Ana de Jesús
Ana de Lobera Torres, conocida en su vida religiosa como Ana de Jesús, (Medina del Campo, Valladolid, 25 de noviembre de 1545 - Bruselas, Bélgica, 4 de marzo de 1621) religiosa carmelita española, discípula de santa Teresa de Jesús, que a su muerte continuó su obra. Fundó conventos de descalzas en Granada, Madrid, y luego en Francia y Bruselas.
Fue beatificada el 29 de septiembre de 2024.

## Infancia y familia
Hija de Diego de Lobera y Francisca Torres, fue bautizada el mismo día que vino al mundo, pues nació sorda y muda y así estuvo los primeros siete años de su vida, hasta que rompió a hablar. No llegó a conocer a su padre ya que murió a los pocos meses de nacer. Tuvo un hermano mayor llamado Cristóbal, que después se hizo jesuita.
Al cumplir los nueve años de edad falleció su madre, y la tutela de los dos niños pasó a manos de su abuela materna. Al año siguiente de estar tutelada por la abuela la niña hizo voto de castidad en contra de los pensamientos de su abuela, que intentó orientarla al matrimonio.
Ya en 1560, contando Ana la edad de 15 años, decide junto a su hermano Cristóbal irse a vivir a Plasencia con su abuela paterna, allí vivió diez años.

## Vida religiosa
A los 18 años se puso bajo la dirección espiritual del P. Pedro Rodríguez, jesuita, que en 1569 fue destinado a Toledo, donde conoció al P. Pablo Hernández, también jesuita, que le habló y le presentó a Santa Teresa que estaba en Toledo. Ese mismo año, Ana sufre una grave enfermedad que le duró tres meses y que se hizo crónica con fiebre cuartana o malaria.
Un año más tarde, el P. Pedro le escribe a Ana una carta a Plasencia, hablándole de Santa Teresa y pidiéndole que le haga saber si quiere entrar en las Carmelitas. Respondiéndole ella que lo trate con la M. Teresa, para que le indique el lugar donde quiere que profese. La M. Teresa no duda de la ocasión y con fecha 2 de abril la admite y le manda que se cure de su enfermedad y le recomienda Ávila, por ser ella allí su Priora.
El 31 de julio, Ana se traslada a Ávila, donde ingresa y toma el hábito de novicia el 1 de agosto, siendo recibida por la M. María de san Jerónimo, en ausencia de la M. Teresa, que estaba en Toledo, y no es hasta mediados de agosto cuando vuelve a Ávila y se conocen.
En noviembre de 1570, la envía a la nueva fundación de Salamanca. El 22 de octubre de 1571, toma el hábito y profesión. Al año siguiente la nombra sacristana y enfermera, según la santa, para distraerla de su ensimismamiento. Permanecerá en Salamanca hasta enero de 1575.

## Relación con santa Teresa
Desde el momento en que la M. Teresa conoció a Ana de Jesús y vio en ella sus virtudes, pasó a ser su hija predilecta, que junto a María de san José fueron los pilares de la santa en su vida y en su sucesión. 
En Salamanca, Ana demostró sus dotes y así lo testimonia en sus Dichos. Las relaciones privilegiadas que mantenía hacia ella tenían una nota especial, hasta tal punto que cuando se le ofrece a la M. Teresa la fundación de Beas, en los confines de Castilla y retirada de las demás fundaciones, piensa en Ana como pieza fundamental y la deja allí por Priora, porque sabe que va cumplir y de manera sobresaliente su cometido. Tampoco se olvida de María de san José, las tres coinciden en Beas durante tres meses. María tenía el encargo de ser Priora en Caravaca (Murcia), pero tras demorarse las licencias, se la lleva la M. Teresa consigo a Sevilla, donde la deja por Priora, Eso fue el 18 de mayo de 1575, cuando vio por última vez a la M. Teresa.
Podía estar tranquila la M. Teresa al dejar Andalucía en 1576 para partir de nuevo a Castilla, sabedora de que los Conventos que se habían fundado allí, estaban en buenas manos.[cita requerida]

## Las fundaciones

### En España
La primera salida de Salamanca es en 1575 a Beas de Segura. Allí conocerá en abril de ese año al P. Jerónimo Gracián, que por entonces era Visitador en Andalucía. 
En octubre de 1578, también conocerá en el convento de Beas a san Juan de la Cruz, cuando consigue escaparse de la cárcel y después del capítulo de Almodóvar. Ana, al igual que las otras monjas, quedan impregnadas por la presencia del santo y gozan de su dirección espiritual.
En enero de 1582, por consejo del P. Gracián y San Juan, Ana parte para otra nueva fundación, esta vez en Granada, acompañada por San Juan de la Cruz y seis monjas, donde se funda el convento el 21 de enero. 
También interviene en la fundación del de Málaga. Aunque no hace acto de presencia, es la que agiliza todos los trámites.
En julio de 1586, otra nueva fundación se abre camino, la de Madrid, espina que tenía clavada la M. Teresa de fundar allí y no conseguirlo, y es Ana de Jesús, cuando el 17 de septiembre, canta misa Monseñor Neroni y se erige el Convento bajo la advocación de santa Ana.
En Madrid conoce a la hija de Felipe II, Isabel Clara Eugenia, con la que traba buena amistad. Desde Madrid, prepara las fundaciones de Huarte y Valencia. Vuelve en 1586 a Salamanca para ser Priora.

### En Europa
La elegida para Francia era María de san José, que la M. Teresa había dejado por Priora en Sevilla y luego pasó a ser Priora de Lisboa. Ésta fue mandada en secreto a Cuerva (Toledo) y en extrañas circunstancias murió a los pocos días. Así cambian las cosas, y la candidata elegida fue Ana de San Bartolomé, aquella que estuvo de enfermera de la santa en sus últimos años y a su cuidado desde que se rompió el brazo en Sevilla. La acompañarían otras cinco monjas. La dirección negociadora de tal proyecto correspondió a Pierre Bérulle, que, junto con otros, portaban cartas de Enrique IV, rey de Francia, para el rey de España y para el embajador francés Barrault, además de una bula "In Supremo", con fecha 13 de noviembre de 1603. Bérulle estaba conforme en que fuera a París Ana de Jesús, pero la postura del padre general, Francisco de la Madre de Dios, era negativa, llegando a tener discusiones, y al final el P. General tuvo que cambiar de postura; incluso Ana de San Bartolomé que la recomendó, le cedió las riendas como capitana, por tener más experiencia en conventos que ella. Los franceses la llamarían la "valerosa española".
Llegan a París el 15 de octubre de 1604, y el 18 de octubre queda fundado el nuevo convento con advocación a la Encarnación, quedando por Priora Ana de Jesús.
Al año siguiente, el 14 de enero se funda otro en Pontoise, quedando de Priora Ana de San Bartolomé y un tercero en Dijón, el 21 de septiembre, donde el 4 de octubre Ana enfermó allí de peste y se sanó con el velo de la santa.
Isabel Clara Eugenia, hija de Felipe II y de Isabel de Valois, que Ana conoció cuando hizo la fundación de Madrid y que se encontraba en Flandes como Gobernadora de los Países Bajos, le pide a Ana que haga una nueva fundación allí, la cual queda hecha el 25 de enero de 1607 y en ese mismo año el 7 de noviembre la M. Ana funda otro convento en Lovaina. Sigue el 7 de febrero de 1608 otra fundación en Mons. El padre Gracián, que estaba en Bélgica, queda como su director espiritual.

## La trama del Carmelo
Después de la muerte de Santa Teresa, la separación de los descalzos se hacía cada vez más inminente, y el P. Nicolás Doria empezó su escalada de puestos, hasta llegar a ser nombrado Visitador General de los Descalzos, e imponiendo su autoridad consiguió dividirlo, y los más perjudicados fueron Jerónimo Gracián y María de san José, los que menos, quizás por su silencio, San Juan de la Cruz, que fue destinado como simple fraile a La Peñuela (La Carolina) y Ana de Jesús, que, tras la muerte de María de san José, fue la candidata para la nueva fundación de París.
Doria, con su autoridad, borró de un plumazo aquella semilla que había dejado Santa Teresa y que no llegó en parte a germinar, gracias a la astucia e inteligencia de Ana de Jesús, que fue la menos perjudicada, y a las nuevas fundaciones en el extranjero, quitándose de las garras de Doria. 

## Proceso de beatificación
El mismo año en que muere Ana (1621) se inició un proceso ordinario de beatificación y canonización en las sedes de Malinas, Tournai, Cambrai, Arras y Amberes. Las declaraciones continuaron y se sucedieron hasta 1642, sin que el proceso siguiera adelante.
En 1872, se retoma la causa de beatificación. Para ello, el P. Bertolo Ignacio, carmelita belga y definidor general, edita una buena guía de documentos procesales de la M. Ana, que llamó "Tableau Chronologique des principaux témoignages... de la vénérable mére Anne de Jésus", en Bruselas.
En 1881, se abre en la diócesis de Malinas el proceso sobre la fama de santidad, vida y milagros y se abren nuevos decretos sobre los escritos y la validez del proceso apostólico. En 1895, en Malinas, se abre otro proceso sobre las virtudes y milagros "in specie".
En 1904 hubo otro decreto sobre la validez del proceso apostólico, sin llegar a declarar las virtudes heroicas.
El 14 de diciembre de 2023, el papa Francisco firmó el decreto en el que se aprueba la beatificación de la venerable Madre Ana de Jesús.
El 29 de septiembre de 2024, fue beatificada por el papa Francisco en Bruselas.

## Influencia
Cuando la madre Teresa escribía el libro de Las Fundaciones, compartía celda en Salamanca con Ana, quien estaba al tanto de todo lo que escribía la santa. Fue la mejor conocedora de la obra de Teresa.
También san Juan de la Cruz le confió su Cántico Espiritual, que ella conservó hasta 1586, en que se lo entrega a la novicia Isabel de la Encarnación, quien lo llevó a las fundaciones de Baeza y Jaén, y allí se encuadernaron y se conservan.
Al ver por primera vez al santo, maltrecho y muy acabado, Ana mandó a dos monjas que le cantasen las liras en loor a los trabajos, que al oírlas quedó en éxtasis. Muchos autores atribuyen esas liras a Ana, pero hoy se duda de su autoría.
Ana fue la que, años después de muerta Teresa, recopiló toda su obra. En 1587, en Madrid, conoció a Fray Luis de León, a quien le entregó los escritos para su posterior publicación con el título de Los libros de la madre Teresa de Jesús, fundadora de los monasterios de monjas y frailes de Carmelitas Descalzos de la primera Regla (Salamanca, 1588).
Cuando partió a Europa, el padre Jerónimo Gracián también la animó a escribir a Ana de Jesús, y así redactó su Viaje a París, como años antes le pidiera el mismo padre Gracián escribir Relación de la fundación de Granada.

## Obra
Los poemas de Ana no tienen mucha relevancia, pero sí sus declaraciones, escritos, actas y epistolario. Apenas nos han llegado obras autógrafas suyas, sino copias. Algunas de sus obras han desaparecido. Manifiesta en sus escritos que tiene una misión religiosa: propagar la reforma teresiana fuera de España, y debe hacerlo por voluntad de Dios. Así viajará, vivirá fuera del convento...  siempre bajo el mandato divino. sus cartas mostrarán a una mujer que sabe atender las necesidades materiales necesarias para expandir la orden. Esa fue la razón por la que abandonó la clausura y a ella dedicará su vida.
Nos ha dejado una gran cantidad de cartas y documentos aunque las cartas que le escribió la Madre Teresa a Ana de Jesús, fueron quemadas por ella, mandadas destruir por la misma Madre, en aquellos años que tenían problemas con los Calzados. Ana lo recuerda con dolor en 1597. 
Las cartas que se conservan son 53 escritas entre 1590 y 1621. Comprenden toda su vida religiosa, desde su priorato hasta unos días antes de su muerte. Son de un gran valor historiográfico ya que hacen referencia a diversos personajes de la época. Estas cartas tienen un contenido diferente según sean sus destinatarios: así son diferentes las que dirige a Fr. Diego de Guevara de las destinadas a sor Beatriz de la Concepción. Las primeras versan sobre fundaciones monásticas, consejos espirituales, los problemas con la edición del Libro de Job de Fr. Luis de León o la traducción al flamenco de las obras de Santa Teresa; las segundas tienen un tono más íntimo y personal, escribe sobre sus sentimientos, el sufrimiento por la distancia que les separa o sus problemas de salud.